# Rosa Aneiros
Rosa Aneiros (Meirás, Valdoviño, Galiza, 1976) é uma jornalista e escritora galega. Estudou jornalismo na Universidade de Santiago de Compostela. Trabalha na Secção de Comunicação do Conselho da Cultura Galega. Colabora em diversos meios de comunicação impressos e digitais e também na Rádio Galega. Recebeu em 2007 o Prémio Fernández del Riego. 
Tem compilados artigos jornalísticos nas obras  Agardando as lagarteiras da coluna do mesmo título publicada em culturagalega.org e Ao pé do abismo, artigos da  Rádio Galega, da Agência Galega de Notícias  e de culturagalega.org. Na literatura de ficção, deu-se a conhecer com o romance Eu de maior quero ser (1999) obra que reflecte o mundo de um grupo de estudantes universitários na altura de se separarem e tomar decisões de futuro. 
A obra com mais sucesso é Resistência, onde a História do século XX português fica como pano de fundo da história pessoal de duas famílias em que o Amor, em diferentes formas e manifestações, é força que tinge tudo, mas tem de se dobrar perante as circunstâncias. A autora diz que os lugares, personagens e acontecimentos do romance são reais: uns da realidade histórica, outros da “realidade da Literatura” pela sua mensagem, denúncia e vivências.
Dedica especialmente o seu romance a Dinis Miranda e aos contos dele, dedicados às filhas, censurados naquela altura pela PIDE e atualmente expostos no museu de Peniche, e também a Álvaro Cunhal.

## Obra literária
- Eu de maior quero ser (1999)
- Corazóns amolecidos en salitre (2002)
- Resistencia (2002)
- Veu visitarme o mar  (2004)
- O xardín da media lúa (2004)
- Os ourizos cachos e o gran río gris (2008, Literatura infantil)

### Relatos em volumes colectivos
- Relatos (1999)
- Narradoras (2000)
- Relatos gañadores do Pedrón de Ouro 1998-1999-2000
- Seis Ferroláns (2003)
- Alma de beiramar perdida (2003)
- Botella ao mar (2003)
- Narradio (2003)
- O son das buguinas(2007)
- Ao pé do abismo (2007)